# Itinerario di Van Linschoten
L'Itinerario di Van Linschoten è un insieme di opere scritte dal viaggiatore e navigatore olandese Jan Huygen van Linschoten. I libri che lo compongono, originariamente editi singolarmente ad Amsterdam tra il 1594 e il 1596, sono l'Itinerario proprio (titolo con cui poi divenne famosa l'opera composita nel suo complesso), il Beschryvinghe, il Reys-gheschrift e l'Extract. All'interno delle prime due opere si possono trovare descrizioni geografiche, naturalistiche e antropologiche delle Indie orientali portoghesi e di parte delle coste americane e africane. Il Reys-gheschrift e l'Extract trattano rispettivamente delle rotte nautiche utilizzate dai portoghesi (e in misura minore dagli spagnoli) e dell'organizzazione amministrativa dei domini coloniali portoghesi nelle Indie orientali, allora legate alla Spagna tramite la corona di Filippo II.
L'opera fu scritta a partire dalle informazioni ricavate da van Linschoten durante la sua carriera nelle Indie portoghesi come segretario dell'arcivescovo di Goa, da Fonseca. Parte dei soggetti dell'Itinerario furono invece trattati dall'autore raccogliendo le informazioni già conosciute in Europa, disseminate in altri testi dell'epoca. L'opera di van Linschoten ottenne un immediato successo in tutta l'Europa occidentale, soprattutto per le nozioni nautiche presenti nel Reys-gheschrift, e influenzò le politiche commerciali nelle Indie orientali delle Province Unite.

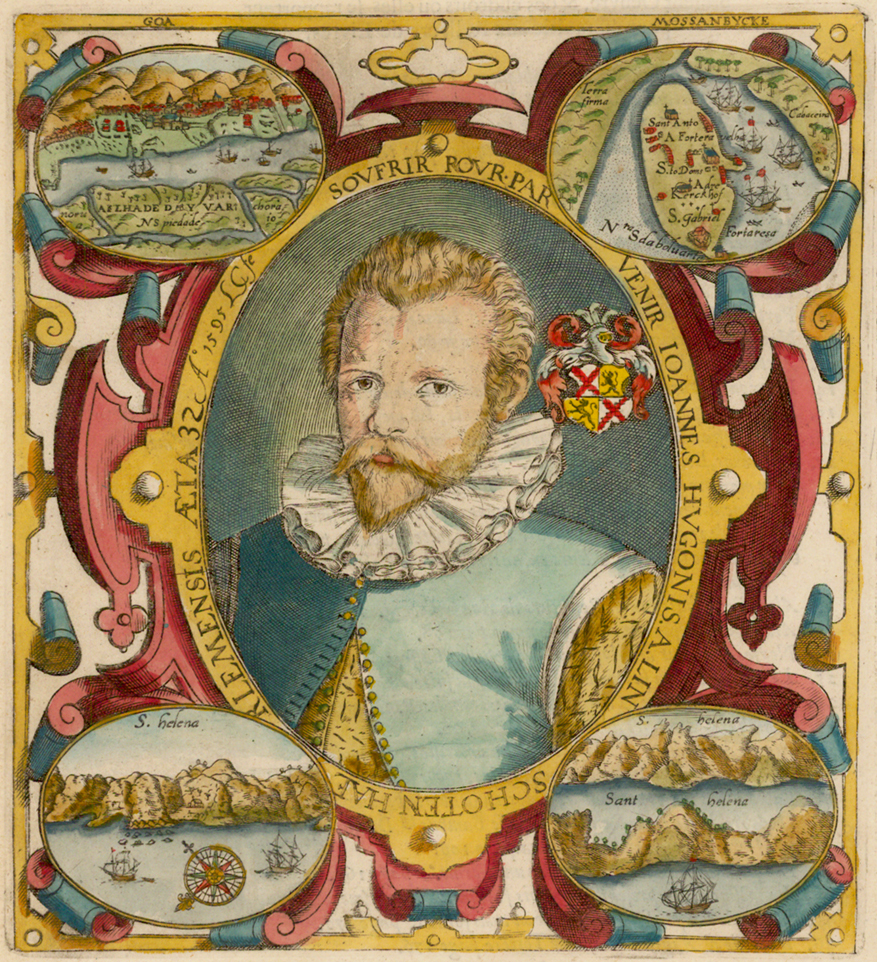
Ritratto di Jan Huygen van Linschoten, dall'editio princeps del suo Itinerario.

## Genesi
Figlio di un oste di fede cattolica di Enkhuizen, negli odierni Paesi Bassi, Jan Huygen van Linschoten lasciò in adolescenza la propria città natale per la penisola Iberica, presumibilmente per apprendere le basi del commercio. A seguito dell'invasione del Portogallo da parte di Filippo II, van Linschoten riuscì a entrare al servizio del sovrano asburgico nel 1583 grazie all'intercessione di suo fratello Willem, ben inserito all'interno della corte di Filippo. Il giovane nederlandese fu infatti ammesso all'interno dell'entourage dell'Arcivescovo di Goa de Fonseca, garantendosi così la possibilità di seguirlo in Asia.
Sebbene non sia chiaro quale mansione svolgesse van Linschoten, è certo che in poco tempo egli ottenne la fiducia dell'arcivescovo, divenendone il segretario a Goa fino al 1587. Proprio il prestigioso ufficio che ricopriva in India gli permise di accumulare gran parte delle informazioni sull'impero coloniale portoghese e sulle coste dell'oceano Indiano che avrebbe poi riversato nell'Itinerario. Parte di queste informazioni, inoltre, furono raccolte su ordine dello stesso arcivescovo al fine di fornire al sovrano spagnolo un quadro generale dei domini coloniali da lui appena acquisiti, ciononostante non si hanno notizie di rapporti consegnati a Filippo. 
Al netto delle intenzioni del navigatore olandese durante la sua permanenza d'oltreoceano, quando questi tornò nelle neo-nate Province Unite nel 1589, a seguito della morte di da Fonseca, si ritrovò con un'immensa quantità di preziose informazioni per le potenze marittime europee che volevano partecipare ai commerci indiani. Per queste ragioni, una volta a Enkhuizen, van Linschoten attirò immediatamente le attenzioni del tipografo Cornelis Claesz, la cui attività editoriale si intrecciava con gli interessi politici delle Province Unite. La pubblicazione di un'opera che conteneva le rotte utilizzate dai portoghesi e i meccanismi di funzionamenti dell'impero coloniale asburgico avrebbe infatti influenzato gli Stati Generali nederlandesi, rendendo più attrattiva la possibilità di penetrare nelle reti commerciali marittime nelle Indie. Allo stesso tempo, inoltre, il disvelamento di queste informazioni, tenute gelosamente da parte di spagnoli e portoghesi, avrebbe indebolito Filippo II, contro il quale gli olandesi erano in guerra dal 1568, anno dello scoppio della ribellione contro la corona spagnola.  Già nel 1594 Cornelis Claesz firmò un contratto con gli Stati Generali per la pubblicazione dell'Itinerario. Sotto la protezione di Claesz, all'opera partecipò un concerto di figure che contribuirono ad ampliarla, ciò rese difficoltoso definire l'autorialità delle varie parti del testo. Sostanziosi furono i contributi dello stesso Claesz, che si interessò insieme al cartografo Petrus Plancius soprattutto al libro riguardante le rotte marittime. I contenuti naturalisti videro invece l'ampio contributo del medico e botanico Paludanus, il quale aveva chiesto a van Linschoten, già prima della sua partenza, di raccogliere diversi campioni di specie dalle Indie.
Le finalità politico-economiche dell'Itinerario fecero sì che un primo libro venne pubblicato prima rispetto al resto dell'opera. Nel 1595 venne infatti pubblicato ad Amsterdam il Reys-gheschrift vande navigatien der Portugaloysers in Orienten ("Resoconto di viaggio della navigazione portoghese in Oriente"), che conteneva le rotte marittime utilizzate dai portoghesi verso l'Asia, mentre il resto dell'opera, successivamente rimasta conosciuta nella sua interezza come Itinerario, fu pubblicata nei due anni successivi con altri due libri (Itinerario: Voyage ofte schipvaert van Jan Huyghen van Linschoten naer Oost ofte Portugaels e Beschryvinghe van de gantsche custe van Guinea, Manicongo, Angola ende tegen over de Cabo de S. Augustijn in Brasilien, de eyghenschappen des gheheelen Oceanische Zees).

## Contenuto
L'opera si compone di libri differenti che hanno generalmente un proprio titolo e una propria numerazione delle pagine. Ciò è probabilmente dovuto al fatto che i diversi scritti venivano al contempo venduti anche in edizioni separate. La natura composita dell'opera fa sì che le edizioni possano variare nell'ordine, nell'assenza di determinati libri. In alcuni casi anche differenze si possono individuare anche nel contenuto stesso: l'edizione latina, destinata perlopiù a un pubblico cattolico, ad esempio, non conteneva i giudizi sui gesuiti espressi nella versione olandese. Anche laddove due diverse edizioni presentano gli stessi contenuti, comunque, è possibile che parti di un libro siano escluse da esso e inserite come aggiunte all'interno di un altro. Nonostante le differenze tra le varie edizioni, prendendo in considerazioni quelle più complete la struttura dell'opera consta di quattro libri:
- Itinerario. Voyage ofte schipvaert van Jan Huyghen van Linschoten naer Oost ofte Portugaels... ("Itinerario. Resoconto del viaggio del navigatore Jan Huygen van Linschoten nelle Indie orientali portoghesi...").
- Beschryvinghe van de gantsche custe van Guinea, Manicongo, Angola ende tegen over de Cabo de S. Augustijn in Brasilien, de eyghenschappen des gheheelen Oceanische Zees... ("Descrizione di tutta la costa della Guinea, Manicongo, Angola e fino al Capo di Sant'Agostino in Brasile, le caratteristiche dei tutto l'oceano Atlantico...").
- Reys-gheschrift vande navigatien der Portugaloysers in Orienten... ("Resoconto di viaggio della navigazione portoghese in Oriente...").
- Een seker Extract ende Sommier van alle de Renten, Domeynen, Tollen, Chiinsen... des Coninghs van Spanegien...("Un veritiero estratto e sommario di tutte le rendite, domini, dazi, tasse... dei Re di Spagna...)

I libri contengono diverse mappe e illustrazioni, molte delle quali fatte dallo stesso Van Linschoten.

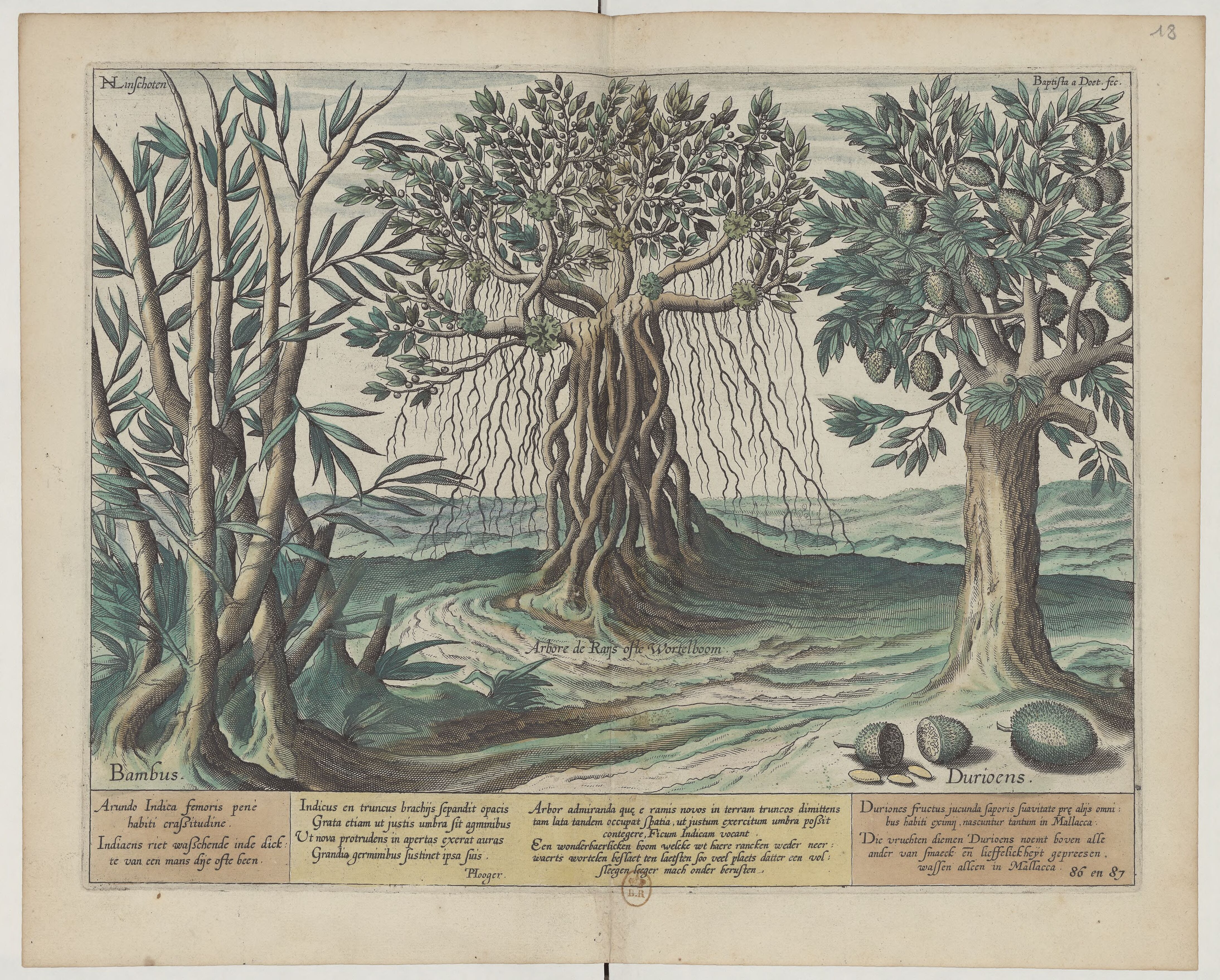
Incisione contenuta nell'Itinerario raffigurante una pianta di bambù (a sinistra), di mangrovia (al centro) e di durian (a destra).

### Itinerario, resoconto del viaggio del navigatore Jan Huygen van Linschoten nelle Indie orientali portoghesi
Secondo in ordine di pubblicazione, il titolo di questo libro diede poi il nome all'opera nella sua interezza. Il libro si apre con una breve contestualizzazione del viaggio di van Linschoten, seguita da una descrizione delle terre da lui visitate nel corso del viaggio e di altri luoghi particolarmente importanti nel contesto commerciale indiano. Di questi luoghi Van Linschoten restituisce un quadro della morfologia delle coste, dei principali approdi e fiumi. Accanto alle caratteristiche geografiche sono poi delineati gli usi dei popoli, le loro religioni, organizzazioni sociali nonché il loro rapporto con i portoghesi. Inoltre, di questi ultimi viene descritto il modo di vivere all'interno degli insediamenti coloniali. A queste descrizioni suddivise per regioni seguono dei capitoli dedicati alla flora, la fauna e, in generale, ai prodotti naturali presenti nelle Indie. Particolarmente importanti sono i capitoli dedicati alle piante e alle erbe, che trovano ampio spazio nel libro dell'olandese per le loro potenzialità commerciali (l'ordine con il quale vengono presentate sembra ricalcare il grado di interesse commerciale che rivestono). Delle nozioni riportate da Van Linschoten in questa parte dell'opera, molte erano già edite e conosciute, almeno all'interno del contesto iberico: ampiamente ripresi dall'olandese sono, ad esempio, i testi di Garcia da Orta. Numerose sono in questi capitoli le annotazioni di Paludanus che ampliano e rendono più dettagliate molte delle descrizioni naturalistiche. L'autorialità di Paludanus è evidenziata attivamente nelle sezioni scritte da lui attraverso l'aggiunta, a margine del testo, del suo nome e attraverso l'utilizzo di caratteri diversi da quelli del testo principale (nelle edizioni inglesi, ad esempio, il testo principale è in caratteri gotici mentre le annotazioni di Paludanus in tondo). A seguito della sezione naturalistica, l'opera presenta una breve narrazione su alcuni avvenimenti a cui van Linschoten ha assistito durante la sua permanenza a Goa per poi chiudersi con una descrizione del suo viaggio di ritorno e alcune vicende che lo hanno caratterizzato.

### Descrizione di tutta la costa della Guinea, Manicongo, Angola e fino al Capo di Sant'Agostino in Brasile, le caratteristiche dei tutto l'oceano Atlantico
Il Beschryvinghe è molto simile all'Itinerario proprio per tipologia di contenuti (descrizioni geografiche delle zone prese in esame e delle società dei popoli che le abitano), pur essendo meno denso di dettagli e approfondimenti. Il libro è diviso in due parti: nella prima sono descritte le coste dell'Africa subsahariana, con un'ampia sezione dedicata al Regno del Congo; la seconda parte (Beschryvinghe van America), è invece dedicata alle Americhe, con particolare interesse per l'America centrale e meridionale. Anche in questo libro sono numerose le informazioni prese dalle opere portoghesi e spagnole. L'edizione francese dell'Itinerario del 1619 presenta questa sezione del libro sulle Americhe separata rispetto al resto e dotata di una propria copertina e numerazione di pagine.

### Resoconto di viaggio della navigazione portoghese in Oriente
Il Reys-gheschrift offre una panoramica alquanto dettagliata delle varie rotte utilizzate dai portoghesi e dagli spagnoli nella seconda metà del XVI secolo. La trattazione non si occupa solamente delle rotte marittime che congiungevano il Portogallo alle Indie ma anche del complesso di itinerari marittimi che mettevano in collegamento i centri portoghesi e spagnoli con i vari mercati del sistema commerciale del sud-est asiatico. Oltre alle Indie Orientali, il libro accenna anche alle coste brasiliane. All'esposizione delle rotte nautiche, van Linschoten accompagna l'esposizione degli approdi, delle correnti, delle profondità dell'acqua, delle secche nonché delle tipologie e di coste che si possono incontrare in questi itinerari.

### Un veritiero estratto e sommario di tutte le rendite, domini, dazi, tasse
L'Extract fornisce un elenco conciso di quelli che erano i tributi raccolti da parte del sovrano spagnolo sui suoi domini. Le informazioni sono prese direttamente dai registri originali spagnoli.

## Influenza e ricezione
Tra i diversi libri dell'opera, quello che riscosse più successo nell'immediato fu il Reys-gheschrif, pubblicato nel 1595. Il libro, infatti, rese possibile per la prima volta che le informazioni nautiche delle rotte portoghesi uscissero dai circuiti di conoscenza iberici. Non solo queste informazioni smisero di essere monopolio portoghese ma, grazie alla loro organizzazione all'interno del libro, divennero disponibili in modo compatto e pronte all'uso per i navigatori. Questo utilizzo si inseriva pienamente nei progetti politici delle figure che promossero la pubblicazione dell'opera, tra tutti Claaesz e Plancius, i quali sostenevano l'espansionismo commerciale e coloniale delle Province Unite. Nello specifico, la pubblicazione del libro ha in parte influenzato e motivato il primo viaggio nederlandese nelle Indie: la spedizione del 1595 guidata dai fratelli Cornelis e Frederick de Houtman.
La pubblicazione dell'Itinerario comprensivo anche degli altri libri suscitò interesse nella società delle Province Unite così come nel resto d'Europa. In Inghilterra il libro fu promosso, proprio come avvenne nei Paesi Bassi, soprattutto da figure che promuovevano una maggiore iniziativa del proprio paese nella corsa all'esplorazione marittima e al commercio. L'edizione anglosassone fu pubblicata già nel 1598 a Londra su commissione di Richard Hakluyt, personaggio che godeva di una certa influenza nei circoli della corona e attivo nella scrittura di lavori geografici concernenti argomenti di interesse commerciale e coloniale. Le numerose ripubblicazioni nel corso del XVII secolo sono dimostrazione dell'importanza che van Linschoten ebbe per l'Europa nella diffusione delle conoscenze degli altri continenti, soprattutto considerando che le opere dell'olandese riportavano informazioni fino ad allora veicolate solamente in latino. Al contempo, però, le nozioni che la diffusione dell'Itinerario tolse alla censura portoghese, così come quelle che furono scoperte ed edite per la prima volta direttamente da van Linschoten, risultarono superate in poco tempo; fu così che già nel XVIII secolo i libri sembrano scomparire dal panorama culturare e scientifico e le ripubblicazioni cessano.

## Edizioni
L'Itinerario vide diverse edizioni che contenevano, seppur trattati come opere indipendenti, tutti i quattro libri di van Linschoten, benché il Reys-gheschrift ebbe una notevole diffusione anche come libro a sé. Quattro furono le edizioni olandesi: oltre alle prime edizioni dei singoli libri pubblicate da Claesz tra il 1594 (anno di uscita del Reys-gheschrift) e il 1596 (anno di edizione delle altre opere), l'editore di Amsterdam Cloppenburch si adoperò per una riedizione nel 1614, nel 1623 e nel 1644. Sempre per la casa editrice di Claesz si ebbe una prima edizione in francese nel 1610 mentre di Cloppenburgh la ristampò nel 1619 e nel 1638. Una traduzione tedesca e latina venne pubblicata dai De Brys. È però inglese la prima traduzione dall'olandese, pubblicata nel 1598 da John Wolfe a Londra.